# General Guadalupe Victoria International Airport
General Guadalupe Victoria International Airport är en flygplats i Mexiko.   Den ligger i kommunen Durango och delstaten Durango, i den centrala delen av landet, 800 km nordväst om huvudstaden Mexico City. General Guadalupe Victoria International Airport ligger 1 860 meter över havet.
Terrängen runt General Guadalupe Victoria International Airport är huvudsakligen platt, men västerut är den kuperad. Terrängen runt General Guadalupe Victoria International Airport sluttar österut. Runt General Guadalupe Victoria International Airport är det ganska tätbefolkat, med 60 invånare per kvadratkilometer. Närmaste större samhälle är Victoria de Durango, 17,2 km sydväst om General Guadalupe Victoria International Airport. Trakten runt General Guadalupe Victoria International Airport består till största delen av jordbruksmark.